# 臺中市工藝師
臺中市工藝師（舊稱大墩工藝師）是臺中市政府文化局在2004年以弘揚工藝文化、提升創作與傳承者榮譽為目標而設立「大墩工藝師」，為台灣首創的審查獎勵機制，目前項目有木、竹、陶瓷、玻璃、金屬、漆、玉石、纖維及其他符合工藝創作所需之媒材；2017年5月轉型為「臺中市工藝師」。

目前已有來自台灣各地237位從事工藝家與教育傳承者提出申請，共遴選出43位台灣最傑出的工藝家獎座設計是由黃映蒲設計、蕭世瓊題字。

## 歷屆得獎者
大墩工藝師
- 第一屆（2005年）：黃媽慶（雕塑）、鄭梅玉（編織）、王肇楠(木器)
- 第二屆（2006年）：蔡清鈿（雕塑）、郭常喜（金工）
- 第三屆：卓銘順（陶藝）、黃忠山（雕塑）、陳純輝（雕塑）
- 第四屆
- 第五屆
- 第六屆
- 第七屆：簡維成（雕塑）、施惠閔（雕塑）、柯錦中（粧佛）
- 第八屆：呂圭詮（雕塑）、雷安平（陶藝）、劉志宏（編織）
- 第九屆（2015年）：王仕吉（木雕）、陳明洲（粧佛）、趙丹綺（金工）

臺中市工藝師
- 第一屆：賴作明（漆）、周妙文（陶藝）
- 第二屆：黃吉正（陶瓷）、陳永興（漆）、余美玲（編織）
- 第三屆：陳文濱（漆陶）、陳清輝（漆）、陳如萍（編織）
- 第四屆：陳金旺（陶塑）、崔克英（漆）、何堂立（金工）

## 外部連結
- 大墩工藝師 （页面存档备份，存于）